# 長野県安曇養護学校
長野県安曇養護学校（ながのけん あづみようごがっこう）は、長野県北安曇郡池田町にある県立特別支援学校。寄宿舎が併設されている。

## 所在地
- 長野県北安曇郡池田町大字会染6113-2
  - あづみ野分室：長野県安曇野市豊科4537

## 基本情報
学部
- 小学部
- 中学部
- 高等部
- あづみ野分教室（南安曇農業高校内）

スクールバス
- 1号車（堀金・三郷・豊科・穂高）
- 2号車（大町・松川）
- 3号車（豊科・堀金）
- 4号車（三郷・穂高）
- 5号車（小谷・白馬・大町）
- 6号車（堀金・穂高有明）
- 7号車（麻績・筑北・明科）

## 沿革
- 1988年（昭和63年）4月18日 - 開校。

## 交通アクセス
- 池田町営バス安曇野線・明科線 「内鎌」又は「滝沢」下車し、徒歩約15分程。